# 索格斯鐵工廠
索格斯鐵工廠（英語：Saugus Iron Works National Historic Site）是美國國家歷史遺址之一，位於麻薩諸塞州波士頓索格斯。這裡大概自1646年至1670年有煉鐵活動，由七個大型水車驅動。

## 外部連結
- 维基共享资源上的相關多媒體資源：索格斯鐵工廠

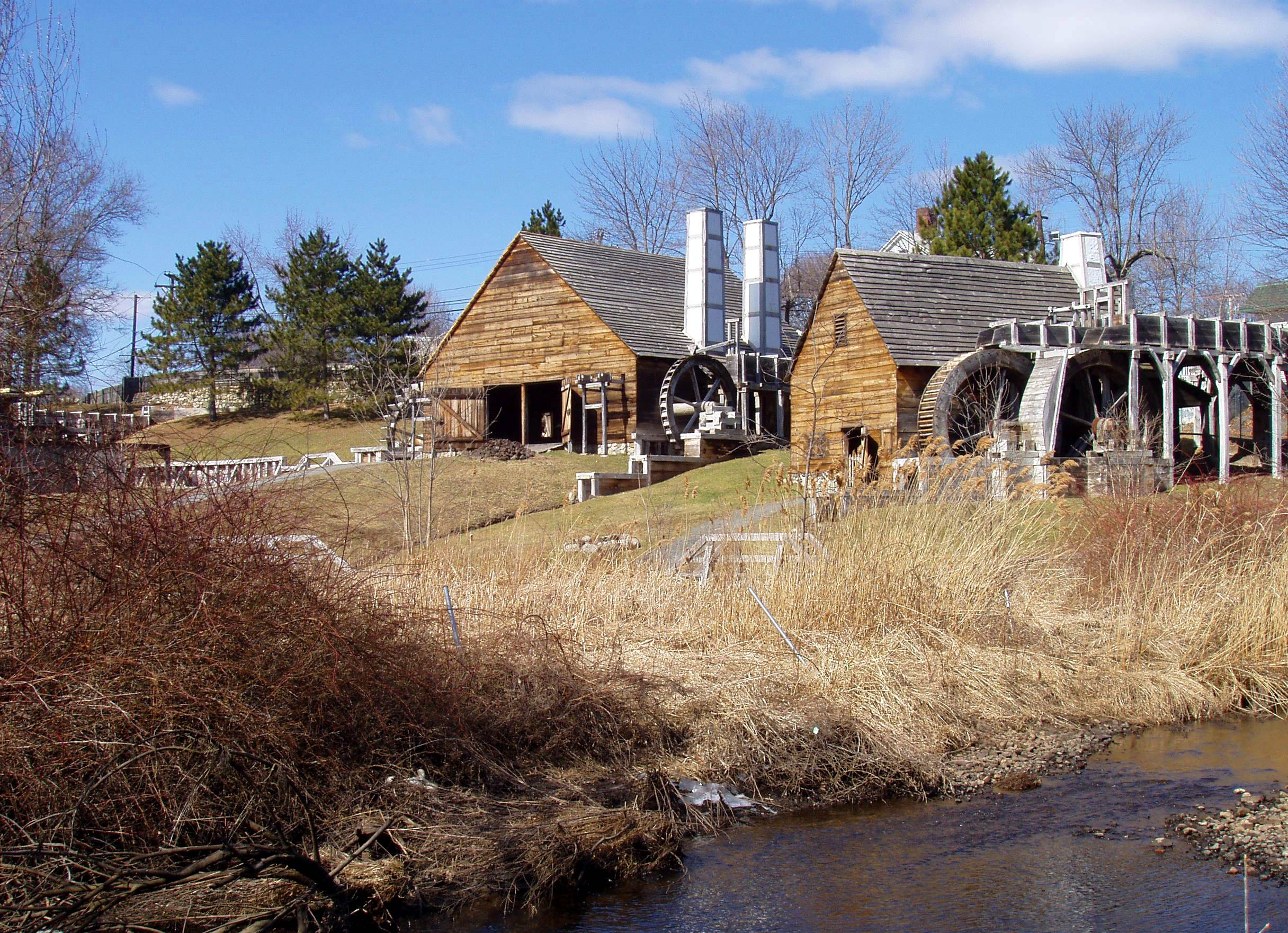

- National Park Service: Saugus Iron Works National Historic Site （页面存档备份，存于）
- C. J. H. Woodbury, , Lynn, Mass: Press of Thos. P. Nichols, 1892, OCLC 6545698, OL 13489165M